# Polska szkoła antropologiczna
Polska szkoła antropologiczna – wspólna nazwa stworzonych w Polsce kierunków badawczych w antropologii.
Główne kierunki to przedwojenna lwowska szkoła antropologiczna (twórcą jest Jan Czekanowski) oraz powojenne łódzka szkoła antropologiczna (kierunek morfologiczno-porównawczy I. Michalskiego) i kierunek formalno-matematyczny A. Wankego.
Różnice zachodzące pomiędzy tymi kierunkami nie dotyczą istoty typologii rasowej lecz głównie liczby branych pod uwagę cech typologicznych, stopnia matematyzacji itp.
Główne założenia to m.in.: 
- biologicznie realne istnienie indywidualnych typów rasowych
- istnienie trzech (białej, żółtej i czarnej) głównych odmian rasowych oraz typów pośrednich między nimi. Odmiany rasowe mają swoje obszary koncentracji uzasadniane adaptacją do szczególnych warunków klimatyczno-geograficznych
- istnienie tzw. formacji antropologicznych (zbiorów podobnych do siebie składów rasowych terytorialnych grup ludzkich).

Najbardziej szczegółową indywidualną typologię rasową stworzył kierunek morfologiczno-porównawczy (stosując przeważnie nazewnictwo szkoły lwowskiej jednak zastępując oznaczenia z alfabetu greckiego alfabetem łacińskim).